# Fiscalía General de Justicia de la Ciudad de México
La Fiscalía General de Justicia de la Ciudad de México (FGJCDMX) es un órgano constitucional autónomo con funciones de ministerio público encargado de investigar y perseguir los delitos del fuero común cometidos en la Ciudad de México.
Su titular, el Fiscal General de Justicia de la Ciudad de México, es nombrado por dos terceras partes del Congreso de la Ciudad de México, a propuesta del Consejo Judicial Ciudadano. Es la cabeza del Ministerio Público de la Ciudad de México y de sus órganos auxiliares.
Como fiscalía, posee las siguientes funciones primordiales:
- Investigar los delitos del orden común cometidos en la Ciudad de México y perseguir a los imputados con la Policía de Investigación y el auxilio de servicios periciales;
- Promover la procuración de justicia.
- Investigar las conductas tipificadas como delitos por las leyes penales atribuidas a los adolescentes;
- Proporcionar atención a los ofendidos y a las víctimas del delito.
- Auxiliar a otras autoridades en la investigación de los delitos de su competencia y en la persecución de los imputados.
- Realizar actividades en materia de seguridad pública señaladas por la Ley de Seguridad Pública del Distrito Federal.
- Realizar estudios y programas sobre prevención del delito.

## Estructura orgánica actual

Policía y patrulla de la Policía de Investigación de la Fiscalía General de Justicia de la Ciudad de México.

La estructura orgánica y los titulares de área de la Fiscalía General de Justicia de la Ciudad de México son:
- Fiscalía General de Justicia de la Ciudad de México: Bertha Alcalde Luján
  - Coordinación General de Investigación de Delitos de Género y Atención a Víctimas: Sayuri Herrera Román
  - Coordinación General de Investigación Territorial: Oliver Ariel Pilares Viloria
  - Coordinación General de Investigación Estratégica: Facundo Santillán Julián
  - Coordinación General de Investigación de Delitos de Alto Impacto: Cesar Oliveros Aparicio
  - Coordinación de Investigación Forense y Servicios Periciales: María Severina Ortega López
  - Jefatura General de la Policía de Investigación: Francisco Almazán Barocio
  - Coordinación General de Acusación, Procedimiento y Enjuiciamiento: Laura Borbolla Moreno
  - Coordinación General Jurídica y de Derechos Humanos: Jesús Omar Sánchez Sánchez
  - Coordinación General de Administración: Laura Ángeles Gómez
  - Órgano de Política Criminal: Efrén Rodríguez González
  - Coordinación General de la Unidad de Implementación: Daniel Emiliano Rosales Morales
  - Fiscalía Especializada en Combate a la Corrupción de la Ciudad de México: Rafael Chong Flores
  - Fiscalía Especializada para la Atención de Delitos Electorales: Alma Elena Sarayth de León Cardona
  - Coordinación de Asesores de la Fiscal General: Ulises Lara López
  - Coordinación de Agentes del Ministerio Público Auxiliares de la Fiscalía: Daniel Osorio Roque
  - Unidad de Asuntos Internos: José Gerardo Huerta Alcalá
  - Órgano Interno de Control: Gabriela Limón García
  - Coordinación General del Instituto de Formación Profesional y Estudios Superiores: María del Rosario Novoa Peniche
  - Secretaría Particular de la Fiscal General: Juan Carlos López Camacho (encargado de despacho)
  - Dirección General de Comunicación Social: Omar Cruz Juárez
  - Dirección de la Unidad de Transparencia: Miriam de los Ángeles Saucedo Martínez

## Lista de sus titulares

### Procuradores generales de Justicia del Distrito y Territorios Federales (1915-1970) — nombrados por el presidente
| Procurador                    | Periodo                                         | Partido político                | Presidente de la República        |
| ----------------------------- | ----------------------------------------------- | ------------------------------- | --------------------------------- |
| Ángel Alanís Fuentes          | 1 de diciembre de 1924-23 de enero de 1925      | ?                               | Plutarco Elías Calles (1924-1928) |
| Everardo Gallardo             | 24 de enero de 1925-25 de enero de 1926         | ?                               | Plutarco Elías Calles (1924-1928) |
| Juan Correa Nieto             | 26 de enero de 1926-30 de noviembre de 1928     | ?                               | Plutarco Elías Calles (1924-1928) |
| José Aguilar y Maya           | 1 de diciembre de 1928-4 de febrero de 1930     | Partido Nacional Revolucionario | Emilio Portes Gil (1928-1930)     |
| Nicéforo Guerrero Mendoza     | 5 de febrero de 1930-12 de julio de 1931        | ?                               | Pascual Ortiz Rubio (1930-1932)   |
| José Hernández Delgado        | 13 de julio de 1931-3 de septiembre de 1932     | ?                               | Pascual Ortiz Rubio (1930-1932)   |
| José Trinidad Sánchez Benítez | 6 de septiembre de 1932-30 de noviembre de 1934 | ?                               | Abelardo L. Rodríguez (1932-1934) |
| Raúl Castellanos Jiménez      | 1 de diciembre de 1934-31 de diciembre de 1937  | Partido Nacional Revolucionario | Lázaro Cárdenas (1934-1940)       |
| Amador Coutiño Cos            | 4 de enero de 1938-11 de enero de 1940          | Partido Nacional Revolucionario | Lázaro Cárdenas (1934-1940)       |
| Antonio Ornelas Villarreal    | 12 de enero de 1940-14 de julio de 1940         | ?                               | Lázaro Cárdenas (1934-1940)       |
| Luis G. García                | 15 de julio de 1940-30 de noviembre de 1940     | ?                               | Lázaro Cárdenas (1934-1940)       |
| Octavio Véjar Vázquez         | 1 de diciembre de 1940-11 de septiembre de 1941 | ?                               | Manuel Ávila Camacho (1940-1946)  |
| Francisco Castellanos Tuexi   | 12 de septiembre de 194130 de noviembre de 1946 | ?                               | Manuel Ávila Camacho (1940-1946)  |
| Carlos Franco Sodi            | 1 de diciembre de 1946-30 de noviembre de 1952  | ?                               | Miguel Alemán Valdés (1946-1952)  |
| Guillermo Aguilar y Maya      | 1 de diciembre de 1952-30 de noviembre de 1958  | ?                               | Adolfo Ruiz Cortines (1952-1958)  |
| Fernando Román Lugo           | 1 de diciembre de 1958-30 de noviembre de 1964  | ?                               | Adolfo López Mateos (1958-1964)   |
| Gilberto Suárez Torres        | 1 de diciembre de 1964-1 de abril de 1970       | ?                               | Gustavo Díaz Ordaz (1964-1970)    |
| Eduardo Langle Martínez       | 2 de abril de 197020 de mayo de 1970            | ?                               | Gustavo Díaz Ordaz (1964-1970)    |
| Carlos Ramírez Guerrero       | 21 de mayo de 1970-30 de noviembre de 1970      | ?                               | Gustavo Díaz Ordaz (1964-1970)    |

### Procuradores generales de Justicia del Distrito Federal (1970-1997) — nombrados por el presidente
| Procurador/a                    | Inicio                  | Fin                     | Presidente de la República                                                       |
| ------------------------------- | ----------------------- | ----------------------- | -------------------------------------------------------------------------------- |
| Sergio García Ramírez           | 1 de diciembre de 1970  | 16 de junio de 1971     | Luis Echeverría Álvarez (1 de diciembre de 1970 - 30 de noviembre de 1976)       |
| Sergio García Ramírez           | 16 de junio de 1971     | 9 de agosto de 1972     | Luis Echeverría Álvarez (1 de diciembre de 1970 - 30 de noviembre de 1976)       |
| Pedro G. Zorrilla Martínez      | 9 de agosto de 1972     | 15 de diciembre de 1972 | Luis Echeverría Álvarez (1 de diciembre de 1970 - 30 de noviembre de 1976)       |
| Horacio Castellanos Coutiño     | 15 de diciembre de 1972 | 4 de marzo de 1976      | Luis Echeverría Álvarez (1 de diciembre de 1970 - 30 de noviembre de 1976)       |
| Fernando Narváez Angulo         | 4 de marzo de 1976      | 30 de noviembre de 1976 | Luis Echeverría Álvarez (1 de diciembre de 1970 - 30 de noviembre de 1976)       |
| Agustín Alanís Fuentes          | 1 de diciembre de 1976  | 30 de noviembre de 1982 | José López Portillo (1 de diciembre de 1976 - 30 de noviembre de 1982)           |
| Victoria Adato Green            | 1 de diciembre de 1982  | 26 de diciembre de 1985 | Miguel de la Madrid Hurtado (1 de diciembre de 1982 - 30 de noviembre de 1988)   |
| Renato Sales Gasque             | 26 de diciembre de 1985 | 30 de noviembre de 1988 | Miguel de la Madrid Hurtado (1 de diciembre de 1982 - 30 de noviembre de 1988)   |
| Ignacio Morales Lechuga         | 1 de diciembre de 1988  | 5 de mayo de 1991       | Carlos Salinas de Gortari (1 de diciembre de 1988 - 30 de noviembre de 1994)     |
| Miguel Montes García            | 5 de mayo de 1991       | 22 de junio de 1992     | Carlos Salinas de Gortari (1 de diciembre de 1988 - 30 de noviembre de 1994)     |
| Diego Valadés Ríos              | 22 de junio de 1992     | 29 de noviembre de 1993 | Carlos Salinas de Gortari (1 de diciembre de 1988 - 30 de noviembre de 1994)     |
| Diego Valadés Ríos              | 29 de noviembre de 1993 | 6 de enero de 1994      | Carlos Salinas de Gortari (1 de diciembre de 1988 - 30 de noviembre de 1994)     |
| Humberto Benítez Treviño        | 6 de enero de 1994      | 7 de mayo de 1994       | Carlos Salinas de Gortari (1 de diciembre de 1988 - 30 de noviembre de 1994)     |
| Ernesto Santillana Santillana   | 7 de mayo de 1994       | 30 de noviembre de 1994 | Carlos Salinas de Gortari (1 de diciembre de 1988 - 30 de noviembre de 1994)     |
| Rubén Valdés Abascal            | 1 de diciembre de 1994  | 22 de enero de 1995     | Ernesto Zedillo Ponce de León (1 de diciembre de 1994 - 30 de noviembre de 2000) |
| José Antonio González Fernández | 22 de enero de 1995     | 20 de febrero de 1997   | Ernesto Zedillo Ponce de León (1 de diciembre de 1994 - 30 de noviembre de 2000) |
| Lorenzo Manuel Thomas Torres    | 20 de febrero de 1997   | 4 de diciembre de 1997  | Ernesto Zedillo Ponce de León (1 de diciembre de 1994 - 30 de noviembre de 2000) |

### Procuradores generales de Justicia del Distrito Federal (1997-2020) — nombrados por el jefe de Gobierno
| Procurador (a)          | Periodo                                          | Partido político                        | Jefe (a) de Gobierno                    | Presidente de la República              |
| ----------------------- | ------------------------------------------------ | --------------------------------------- | --------------------------------------- | --------------------------------------- |
| Samuel del Villar       | 5 de diciembre de 1997- 28 de septiembre de 1999 | Sin información                         | Cuauhtémoc Cárdenas (1997-1999)         | Ernesto Zedillo (1994-2000)             |
| Samuel del Villar       | 29 de septiembre de 1999- 4 de diciembre de 2000 | Sin información                         | Rosario Robles (1999-2000)              | Ernesto Zedillo (1994-2000)             |
| Bernardo Bátiz          | 5 de diciembre de 2000- 29 de julio de 2005      |                                         | Andrés Manuel López Obrador (2000-2005) | Vicente Fox (2000-2006)                 |
| Bernardo Bátiz          | 2 de agosto de 2005- 4 de diciembre de 2006      | Alejandro Encinas Rodríguez (2005-2006) |                                         | Vicente Fox (2000-2006)                 |
| Rodolfo Félix Cárdenas  | 5 de diciembre de 2006- 8 de julio de 2008       | Sin partido                             | Marcelo Ebrard (2006-2012)              | Felipe Calderón (2006-2012)             |
| Miguel Ángel Mancera    | 16 de julio de 2008- 5 de enero de 2012          |                                         | Marcelo Ebrard (2006-2012)              | Felipe Calderón (2006-2012)             |
| Jesús Rodríguez Almeida | 15 de febrero de 2012- 4 de diciembre de 2012    |                                         | Marcelo Ebrard (2006-2012)              | Felipe Calderón (2006-2012)             |
| Rodolfo Ríos Garza      | 5 de diciembre de 2012- 24 de junio de 2017      | Sin partido                             | Miguel Ángel Mancera (2012-2018)        | Enrique Peña Nieto (2012-2018)          |
| Edmundo Garrido Osornio | 13 de julio de 2017- 29 de marzo de 2018         | Sin partido                             | Miguel Ángel Mancera (2012-2018)        | Enrique Peña Nieto (2012-2018)          |
| Edmundo Garrido Osornio | 17 de abril de 2018- 4 de diciembre de 2018      | Sin partido                             | José Ramón Amieva (2018)                | Enrique Peña Nieto (2012-2018)          |
| Ernestina Godoy Ramos   | 5 de diciembre de 2018- 9 de enero de 2020       |                                         | Claudia Sheinbaum (2018-2020)           | Andrés Manuel López Obrador (2018-2020) |

### Fiscales Generales de Justicia de la Ciudad de México, nombrados por elCongreso de la Ciudad de Méxicoa propuesta delConsejo Judicial Ciudadano
| Fiscal General             | Inicio de mandato   | Fin de mandato     | Elección                                                                                              |
| -------------------------- | ------------------- | ------------------ | --- |
| Ernestina Godoy Ramos      | 10 de enero de 2020 | 9 de enero de 2024 | Electa por 60 votos a favor y 1 en contra por la I Legislatura del Congreso de la Ciudad de México    |
| Ulises Lara López          | 10 de enero de 2024 | 9 de enero de 2025 | Interinato                                                                                            |
| Bertha María Alcalde Luján | 10 de enero de 2025 |                    | Electa por 51 vatos a favor y 15 en contra por la III Legislatura del Congreso de la Ciudad de México |

## Transición de Procuraduría a Fiscalía
La Comisión Técnica fue integrada por:
- Ana Laura Magaloni Kerpel
- Patricia Lucila González Rodríguez
- Karla Sosa González
- José Miguel Edgar Cortés Morales
- Juan Antonino Araujo Rivapalacio
- Layda María Esther Negrete Sansores
- Héctor Carreón Pereira

## Cambio del nombre de la calle en la que se encuentra el Edificio Sede
El 19 de octubre de 2022, el gobierno de la Ciudad de México anunció en su Gaceta Oficial el cambio de nomenclatura de la calle en la que se encuentra el edificio sede de la FGJCDMX, también conocido como "Búnker". La calle dejó de llamarse "General Gabriel Hernández" y ahora se llama como la abogada defensora de Derechos Humanos "Digna Ochoa y Plácido".
Esta determinación se tomó en cumplimiento del resolutivo 15 de la sentencia emitida por la Corte Interamericana de Derechos Humanos el 25 de noviembre de 2021 en el Caso Digna Ochoa y Familiares Vs. México, como parte de las garantías de no repetición respecto a las violaciones a Derechos Humanos de las que se declaró responsable al Estado Mexicano, porque la entonces Procuraduría General de Justicia del Distrito Federal no realizó la investigación de la muerte de Digna Ochoa con la debida diligencia y perspectiva de género.